# Pied-à-terre
Un pied-à-terre, italianizzato con i termini desueti piedatterra o piede a terra, è una piccola abitazione, di solito ubicata in una grande città, distante dalla propria residenza principale. Può essere un appartamento o un locale in un condominio.
Il termine pied-à-terre implica l'utilizzo come temporanea seconda casa (non casa di vacanze), per parte dell'anno o della settimana lavorativa, da parte di persona ragionevolmente facoltosa.